# Clairvaux-les-Lacs
Clairvaux-les-Lacs är en kommun i departementet Jura i regionen Bourgogne-Franche-Comté i östra Frankrike. Kommunen ligger i kantonen Clairvaux-les-Lacs som tillhör arrondissementet Lons-le-Saunier. År 2022 hade Clairvaux-les-Lacs 1 428 invånare.

## Befolkningsutveckling
Antalet invånare i kommunen Clairvaux-les-Lacs
Referens:INSEE